# منتخب سانت لوسيا لكرة القدم
منتخب سانت لوسيا لكرة القدم (بالإنكليزية: Saint Lucia national football team) وهو المنتخب الوطني في سانت لوسيا ويديره اتحاد سانت لوسيا لكرة القدم . لم يسبق له التأهل إلى بطولة بطولة كأس العالم لكرة القدم . أعلى ترتيب حققه في التصنيف الشهري للمنتخبات الذي يصدره الاتحاد الدولي لكرة القدم هو احتلال المركز 108 في أبريل 2003 .

## وصلات خارجية
- قائمة بيانات المنتخب من الموقع الرسمي للفيفا باللغة العربية